# Les experts conduisent l'enquête

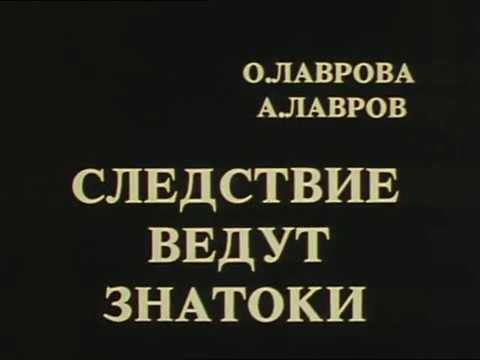
Ecran de générique de Les Experts conduisent l'enquête, épisode "Mafia" (1989)

Les experts conduisent l'enquête (Следствие ведут ЗнаТоКи, Sledstvie vedout ZnaToKi) est un cycle de téléfilms policiers soviétiques basés sur des scénarios d'Olga et Alexandre Lavrov. Les épisodes de cette série extrêmement populaire en URSS sont sortis principalement entre 1971 et 1989.

## Fiche technique
- Titre original : Следствие ведут ЗнаТоКи
- Titre français : Les experts conduisent l'enquête[2]
- Réalisation : Viatcheslav Brovkine, Iouri Krotenko, Viktor Tourbin, Gennady Pavlov, Vasily Davidtchouk, Vladimir Khotinenko, Viatcheslav Sorokine
- Scénario : Olga Lavrova, Alexandre Lavrov
- Musique : Mark Minkov, David Toukhmanov
- Pays d'origine : URSS, Russie
- Format : Couleurs - 35 mm - Mono
- Genre : policier, drame
- Durée : 24 épisodes
- Date de sortie : 1971-2002

## Distribution
- Gueorgui Martyniouk : Znamenski
- Leonid Kanevski : Tomine
- Elza Lejdeï : Kibrit
- Lydia Velejeva : Kitaïeva
- Youri Averine : le chef de gang Mordvinov